# 노처녀와 도둑

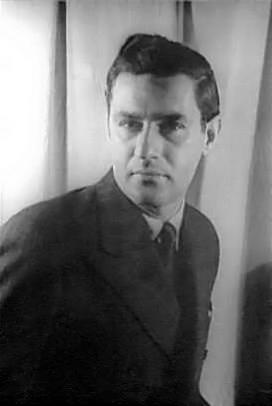
작곡가

《노처녀와 도둑》(The Old Maid and the Thief)은 이탈리아계 미국인 작곡가 잔 카를로 메노티가 작곡하고, 대본을 작성한 단막의 오페라이다. 이 작품은 특별히 라디오 공연을 위해 작곡된 최초의 오페라로, 1939년 4월 22일 NBC 라디오에서 초연되었다. 14개의 단막 장면들로 구성되며, 방송 매체의 진행을 위해, 각 장마다 해설된 "방송"이 뒤따랐다. 1941년 2월 11일 필라델피아에서 처음으로 무대에 올려졌다.

## 등장인물
- 미스 토드, 노처녀, 메조소프라노
- 밥, 부랑자(또는 도둑), 바리톤
- 레티티아, 미스 토드의 하녀, 소프라노
- 미스 핑커턴, 미스 토드의 미혼인 이웃, 소프라노

## 줄거리
- 오페라는 노처녀인 미스 토드와 그녀의 가정부인 래티티아, 그리고 그녀의 지붕하에 빈둥거리며 사는 밥이 규범과 사악한 여성의 힘에 관한 뒤틀린 이야기를 담는다. 메노티는 대본에 "악마는 여자가 정직한 남자를 도둑으로 만들 수 있는 것을 하지는 못한다"라는 메모를 달았다. 메노티는 사무엘 바버(그의 파트너)의 가족을 방문하고, 이 이야기를 쓰게끔 영감을 받았다. 그는 말쑥하고 아름다운 마을이 사실 사람과 장소에 관한 plethora로 덮혀있다는 것을 발견한다.

### 1막
- 1장: 미스타드의 객실
- 2장: 미스타드의 집 주방
- 3장: 밥의 침실
- 4장: 길에서
- 5장: 미스타드의 객실
- 6장: 주방
- 7장: 미스타드의 객실
- 8장: 주방
- 9장: 객실
- 10장: 주류상앞
- 11장: 미스타드의 객실
- 12장: 밥의 침실
- 13장: 같은 장면
- 14장: 미스타드의 객실

## 유명한 아리아
- What curse for a woman, is a timid man (Steal me, sweet thief),"
- "Bob's Bedroom Aria,"